# Starship
Starship ist ein Großraketenprojekt des US-amerikanischen Raumfahrtunternehmens SpaceX. Die Rakete besteht aus dem Booster Super Heavy und einer ebenfalls Starship genannten oberen Stufe, die zugleich als Raumschiff dienen soll. Beide Stufen werden durch Triebwerke des Typs Raptor angetrieben. Ziel ist nach Angaben von SpaceX die Entwicklung eines vollständig wiederverwendbaren und dadurch besonders kostengünstigen Trägersystems für mehr als 100 Tonnen Nutzlast, das langfristig alle anderen von SpaceX betriebenen Flugkörper ersetzen soll: die Raketen Falcon 9 und Falcon Heavy sowie das Raumschiff Dragon 2. Darüber hinaus soll das Starship bemannte Missionen zum Mond und zum Mars ermöglichen.
Im äußersten Süden von Texas errichtete SpaceX ein Startgelände und eine Fabrik, in der seit 2019 Starship-Prototypen gefertigt werden. Seit 2023 werden Prototypen der Rakete auf Suborbitalflügen getestet.

## Verwendung
Die Entwicklung des Starship-Raketensystems zielt darauf ab, dass es alle Missionen übernehmen kann, die bislang von Falcon 9, Falcon Heavy und Dragon 2 geflogen werden: Kommerzielle Satellitenstarts, Starts für Regierungsorganisationen, Versorgungs- und Zubringerflüge zur Internationalen Raumstation (ISS), den weiteren Aufbau der SpaceX-Satellitenkonstellation Starlink und weltraumtouristische Flüge. Durch die avisierte vollständige und häufigere Wiederverwendbarkeit möchte SpaceX dabei noch einmal deutlich niedrigere Betriebskosten erreichen als bei der Falcon 9. Es wird zunächst eine Transportkapazität für Nutzlasten von über 100 t in sonnensynchrone Umlaufbahnen (SSO) und 21 t in eine geostationäre Transferbahn angestrebt. Ohne Wiederverwendung soll eine Transportkapazität von 250 t in niedrige Erdumlaufbahnen (LEO) erreicht werden. Außerdem sieht das Konzept vor, solche großen Lasten nach mehreren Betankungsvorgängen im LEO auch in höhere Umlaufbahnen oder in eine Fluchtbahn zu bringen.
Das Raumschiff Starship soll darüber hinaus auch auf anderen Himmelskörpern sowohl mit als auch ohne Atmosphäre landen und von dort wieder starten können. So wählte die NASA das Starship als Mondlandefähre für die geplanten Missionen Artemis 3 und Artemis 4. Langfristig strebt SpaceX auch regelmäßige bemannte Flüge zum Mars an.
Als eine weitere Einsatzmöglichkeit schlug SpaceX suborbitale Langstreckenflüge um die Erde vor. Damit solle es möglich werden, jeden Punkt der Erde in weniger als 60 Minuten zu erreichen. Ein möglicher Nutzer ist das US-Militär; seit 2020 zeigt die Air Force Interesse an Frachttransporten mit dem Starship.

## Geschichte

### Vorgeschichte
Der Unternehmer Elon Musk gründete nach eigener Darstellung die Firma SpaceX mit dem Ziel, die Besiedlung eines anderen Planeten zu ermöglichen.
Erste Entwürfe von Raketen für sehr große Nutzlasten präsentierte SpaceX 2010 bei einer Tagung des American Institute of Aeronautics and Astronautics (AIAA). Dort wurde bekannt, dass man an einer vergrößerten Version des Merlin-Triebwerks arbeite, das die Falcon-9-Raketen antreibt. Das neue Triebwerk Merlin 2 sollte – wie das Merlin – mit Raketenkerosin (RP-1) laufen und die Erststufe der neuen Großrakete antreiben. Für die Oberstufe war das Triebwerk Raptor geplant, das mit flüssigem Wasserstoff (LH2) betrieben werden sollte.

### Mars Colonial Transporter (MCT)
2012 wurden die Entwürfe für das Raptor-Triebwerk geändert: Es sollte nun mit flüssigem Methan betrieben und sowohl in der Erst- als auch in der Zweitstufe verwendet werden. Dazu wurde es vergrößert; das Projekt Merlin 2 wurde fallengelassen.
Im Jahr 2013 gab SpaceX bekannt, an Konzepten für ein Transportsystem zum Mars zu arbeiten, unter dem Namen MCT (Mars Colonial Transporter).
Erste Tests von Komponenten des Raptor-Triebwerks begannen 2014.

### Interplanetary Transport System (ITS)
Im September 2016 stellte Musk auf dem 67. Internationalen Astronautischen Kongress in Nachfolge des MCT das Konzept der Großrakete Interplanetary Transport System (ITS) vor, mit der erstmals ein bemannter Flug zum Mars ermöglicht werden sollte. Im selben Monat wurde erstmals ein Raptor-Triebwerk auf einem Teststand gezündet. Das ITS sollte 122 m hoch sein und bis zu 550 t Nutzlast in einen niedrigen Erdorbit transportieren können. Das Raumschiff sollte einen Durchmesser von 12 m aufweisen. Für die tragende Struktur und die Tanks war kohlenstofffaserverstärkter Kunststoff (CFK) vorgesehen. Zur Druckbeaufschlagung der Tanks sollten Methan- und Sauerstoffmengen in den Triebwerken erhitzt und von dort zurück in die Tanks geleitet werden. Ziel war es, mit dem System 100 Menschen in durchschnittlich 115 Tagen zum Planeten Mars zu befördern.

### BFR / Starship

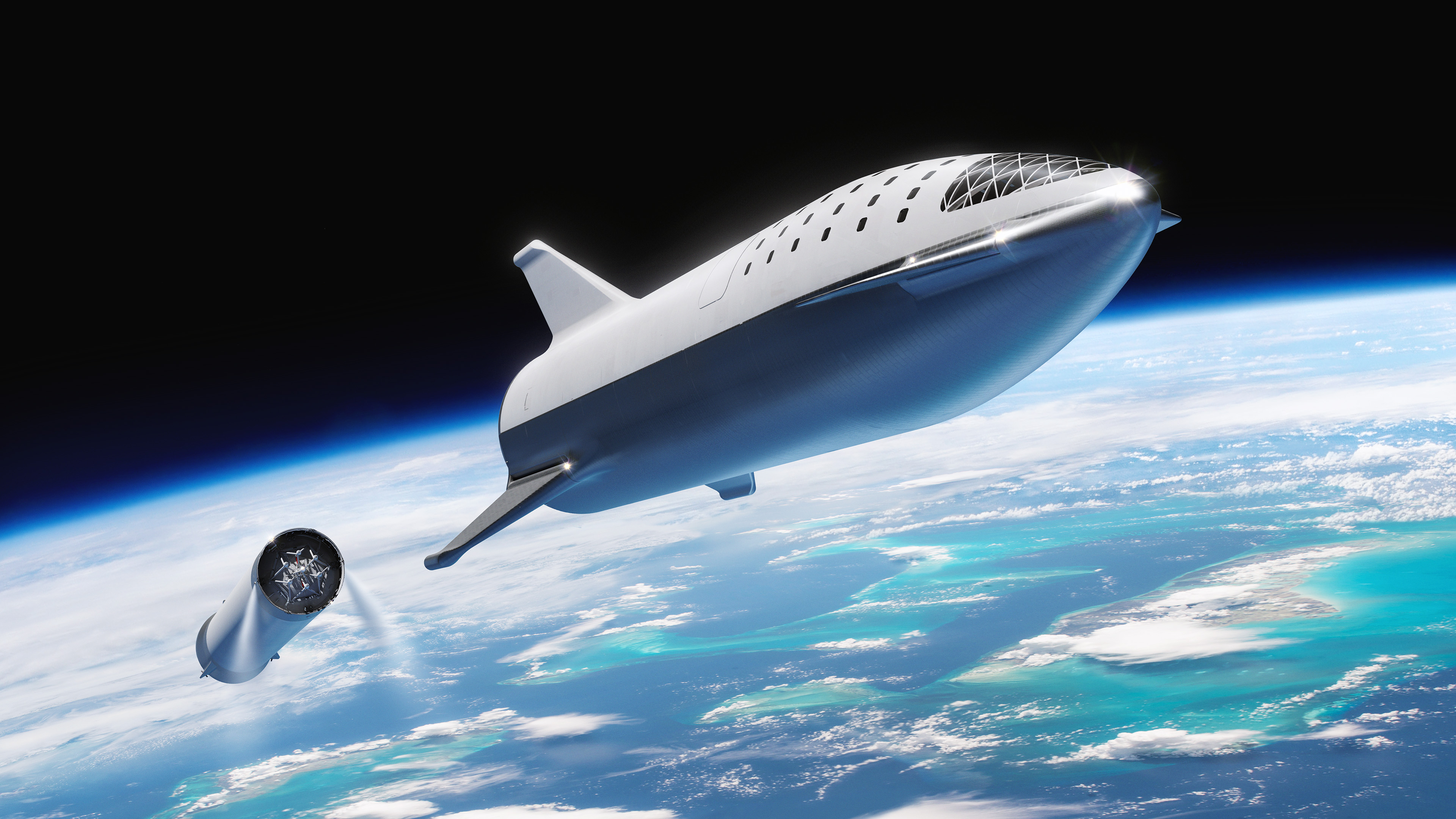
BFR nach der Stufentrennung (künstlerische Darstellung)

Am 29. September 2017 präsentierte Musk auf dem 68. Internationalen Astronautischen Kongress ein überarbeitetes Raketenkonzept namens BFR (Big Falcon Rocket, anfangs auch Big Fucking Rocket genannt), das aus dem BFB (Big Falcon Booster bzw. Big Fucking Booster) und dem BFS (Big Falcon Spaceship bzw. Big Fucking Spaceship) bestand. Das BFR-Konzept wurde gegenüber dem ITS-Entwurf erheblich verkleinert. Im Rahmen dieser Änderungen wurden auch die Ziele für das Raptor-Triebwerk nach unten skaliert. Statt des zunächst geplanten Schubs von 3050 kN (3500 kN im Vakuum) sollte es nur noch 1700 kN (1900 kN im Vakuum) erzeugen. Eine erste bemannte Marsmission mit der BFR sollte nach Musks Konzept im Jahr 2024 mit 120 Menschen an Bord starten. Bereits zwei Jahre vorher sollten zwei Raumschiffe technische Ausrüstung auf den Mars bringen, um das Überleben von Menschen zu ermöglichen.
Im November 2018 gab Elon Musk die Umbenennung der BFR in Starship und Super Heavy bekannt. Wenig später wich die CFK-Struktur einer Konstruktion aus zusammengeschweißten Blechen aus rostfreiem Chromnickelstahl (Typ 304L). Dieses Material ist bei sehr hohen und sehr niedrigen Temperaturen wesentlich stabiler als CFK und kann den Infrarotanteil der Sonnenstrahlung im All zum größten Teil reflektieren. Zudem ist Stahl weitaus preiswerter und einfacher als CFK zu verarbeiten. Es wurden zunächst vier Millimeter dicke Bleche verwendet, die später durch Drei-Millimeter-Bleche ersetzt werden sollten, um Gewicht einzusparen. Die Konstruktion ist einwandig ausgeführt, das heißt, die Tankhülle ist gleichzeitig die Außenhülle der Rakete; zudem sind Sauerstoff- und Methantanks nur mit je einem einfachen Blechschott getrennt.

Seitdem gab es weitere Veränderungen des Raketenentwurfs. So wurde eine der drei Heckfinnen der oberen Stufe gestrichen und die Gesamtlänge etwas vergrößert. Der erwartete Schub des Raptor-Triebwerks stieg auf etwa 2250 kN. Bei einem Triebwerkstest im Mai 2023 wurden 2640 kN erreicht. Im Jahr 2024 wurde die obere Stufe um zwei Meter verlängert; eine weitere Verlängerung der Rakete ist geplant.

### Entwicklung der technischen Daten
Die folgende Tabelle zeigt die beiden Entwürfe von 2010 (Falcon X und Falcon XX) sowie die neueren Konzepte im Vergleich zur Saturn V und dem SLS, den Raketen des Apollo- und des Artemis-Mondprogramms. Die Jahreszahl gibt jeweils an, wann der Entwurf veröffentlicht wurde.
|                      | Saturn V  | SLS       | Falcon X (2010) | Falcon XX (2010) | ITS (2016)      | BFR (2017)      | Starship (2019) 2   | Starship V2 (2023)  | Starship V3 (2024) |
| -------------------- | --------- | --------- | --------------- | ---------------- | --------------- | --------------- | ------------------- | ------------------- | ------------------ |
| Höhe                 | 110 m     | 98 m      | 93 m            | 100 m            | 122 m           | 106 m           | 118–121 m           | 124 m               | ≤ 150 m            |
| Durchmesser          | 10,1 m    | 8,4 m     | 6 m             | 10 m             | 12 m            | 9 m             | 9 m                 | 9 m                 | 9 m                |
| Startmasse           | 2.934 t   | 2.500 t   | k. A.           | k. A.            | 10.500 t        | 4.400 t         | 5.000 t             | > 5.000 t           | ca. 7.000 t        |
| Nutzlast (LEO)       | 133 t     | 95 t      | 38 t            | 140 t            | 300 t (550 t 1) | 150 t (250 t 1) | > 100 t (k. A. 1)   | 100–150 t (250 t 1) | ≥ 200 t            |
| Startschub           | 33,85 MN  | 33,38 MN  | 16,02 MN        | 45,36 MN         | 128 MN          | 52,7 MN         | 62 / 66 MN          | > 80 MN             | 103 MN             |
| Triebwerke pro Stufe | 1 5       | 1 4 + 2   | ?1? 3           | ?1–2? 6          | 9 42            | 6 31            | 7 / 6 31 / 33       | 6 ?                 | 9 35               |
| Besatzung            | 3         | 4         | k. A.           | k. A.            | max. 100        | max. 100        | max. 100            | 12                  |                    |
| Im Einsatz           | 1967–1972 | seit 2022 | (Konzepte)      | (Konzepte)       | (Konzepte)      | (Konzepte)      | Testflüge 2023–2024 | Testflüge 2025      | (geplant)          |

## Konzept

### Wiederverwendbarkeit
Ein Kernelement des Konzepts ist die volle Wiederverwendbarkeit aller Raketenbestandteile, welche einen besonders kostengünstigen Betrieb ermöglichen soll. Mit zunehmender Anzahl an Wiederverwendungen einer Rakete verringern sich die Kosten pro Start, da sich die Herstellungskosten auf eine größere Anzahl von Nutzungen aufteilen. Lediglich die variablen Kosten z. B. für Treibstoff und Wartung fallen jeweils in voller Höhe an. Die Planungen für das Interplanetary Transport System zielten auf eine zwölfmalige Wiederverwendbarkeit des bemannten interplanetaren Raumschiffs, eine hundertmalige Wiederverwendung einer als Tankschiff modifizierten Version und bis zu 1000 Starts der Erststufe ab. Zum Vergleich: Bei der Falcon 9 war ein Ziel von zehn Wiederverwendungen ausgegeben; erreicht wurden bislang 25 Starts derselben Erststufe (Stand: Januar 2025). Nicht zuletzt erlaubt die Wiederverwendbarkeit ein schnelleres Testprogramm, das an die Testflüge von Flugzeugen angelehnt ist: Prinzipiell kann nach jedem Flug die Abnutzung von Bauteilen studiert und die Flugsteuerung verbessert werden.
Grundfähigkeiten wie Rückflug und aufrechte Landung einer Raketenstufe mittels der eigenen Triebwerke (propulsive landing) wurden bereits mit dem Versuchsträger Grasshopper erprobt und dann bei den Falcon-9-Raketen zur Serienreife gebracht.

### Serienfertigung
SpaceX setzt bereits bei den aktuellen Raketen auf Serienfertigung in relativ großer Stückzahl. Durch den entstehenden Skaleneffekt können identische Bauteile günstiger produziert werden; zudem können Konstruktionsfehler schneller erkannt und korrigiert werden. Bei der Falcon 9 werden zum Beispiel neun identische, relativ kleine Merlin-1D-Triebwerke in der Erststufe sowie ein Vakuum-optimiertes Aggregat in der Oberstufe verwendet, das sich hauptsächlich durch die vergrößerte Ausströmdüse unterscheidet. Für die Falcon Heavy werden 27 baugleiche Merlin-Triebwerke in der Erststufe verwendet und wiederum ein Vakuum-Merlin in der Oberstufe. Die Starship-Erststufe ist mit 33 identischen Raptor-Triebwerken ausgestattet, die Oberstufe mit sechs Raptor-Triebwerken.

### Treibstoff
Obwohl flüssiger Wasserstoff (LH2) in Verbindung mit flüssigem Sauerstoff (LOX) einen höheren spezifischen Impuls liefert als Methan mit LOX, entschied sich SpaceX gegen diese Treibstoffkombination. Hintergrund ist eine angestrebte Treibstoffherstellung auf dem Mars. Zudem hat LH2 eine erheblich geringere Dichte (≈ 71 kg/m³) als verflüssigtes Methan (≈ 420 kg/m³), was größere und schwerere Tanks erfordert. Der bei der Falcon 9 verwendete Treibstoff RP-1 wäre mit dem derzeitigen Stand der Technik auf dem Mars nicht herstellbar. Ein weiterer Nachteil von RP-1 ist die eine Wiederverwendung erschwerende stärkere Verrußung der Triebwerke.
Üblicherweise werden kryogene Treibstoffe im Bereich der Siedetemperatur eingesetzt. Bei Starship und Super Heavy soll hingegen – wie bereits bei der Falcon 9 und der Falcon Heavy – der Treibstoff supergekühlt eingesetzt werden, also bei Temperaturen in der Nähe des Gefrierpunkts. Das führt zu einer Erhöhung der Dichte der Treibstoffe und erlaubt bei gegebenen Tankvolumen 10–12 % mehr Treibstoffmasse unterzubringen, was wiederum die mögliche Nutzlast erhöht. Zudem verringert es das Risiko von Kavitation in den Treibstoffpumpen und erhöht somit deren Lebensdauer. Andererseits erhöht es auch die Viskosität von Kohlenwasserstoffen wie Methan, was das Pumpen des Treibstoffs erschwert.

### Erststufe(Super Heavy)

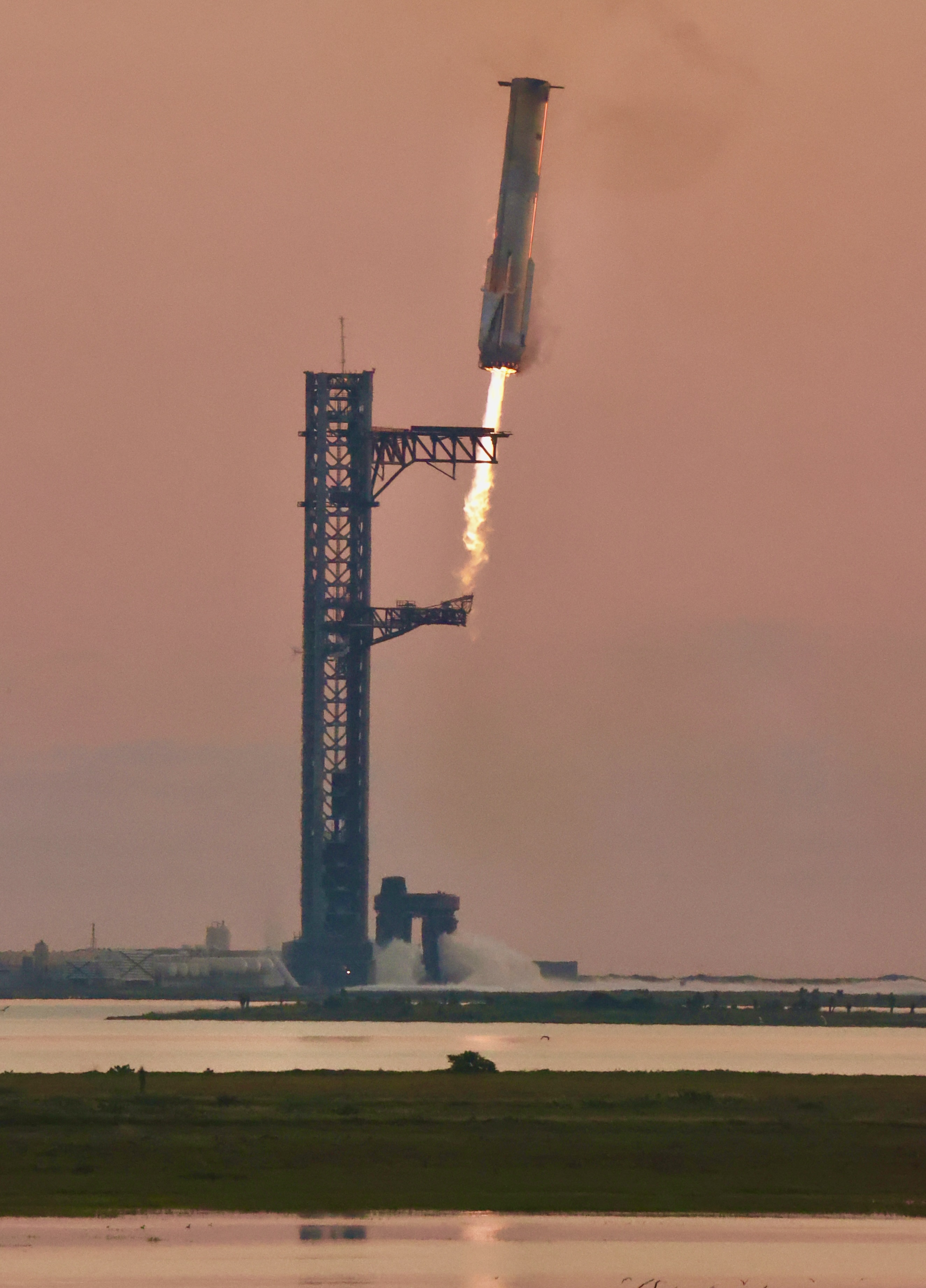
Erststufe Booster 12 im Endanflug in den Startturm während des fünften Testflugs am 13. Oktober 2024

Die als Super Heavy oder „Booster“ bezeichnete erste Stufe ist mit 33 Raptor-Triebwerken ausgerüstet, die beim Start alle zum Einsatz kommen. Eine innere Gruppe von 13 Triebwerken ist schwenkbar angebracht und übernimmt die Schubvektorsteuerung. Die Erststufe fliegt nach ihrer Abtrennung zum Startplatz zurück. Dort landet sie in einer Fangvorrichtung direkt am Startturm auf der Startrampe, was einen schnellen Neustart ermöglichen soll. Durch den Entfall der Landebeine werden die Leermasse und Kosten für Produktion und Wartung verringert. Im Rahmen des fünften Testflugs von Starship und Super Heavy im Oktober 2024 wurde dieses Verfahren erstmals und erfolgreich getestet.

### Oberstufe(Starship)

#### Aufbau

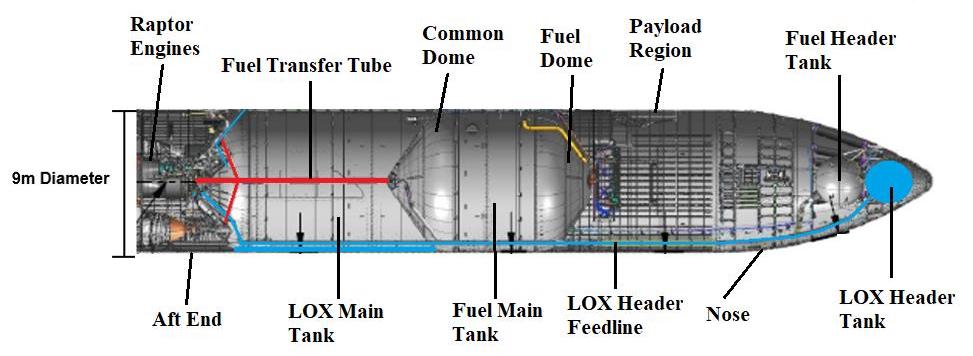
Das Innere eines Starship-Prototyps (englisch)

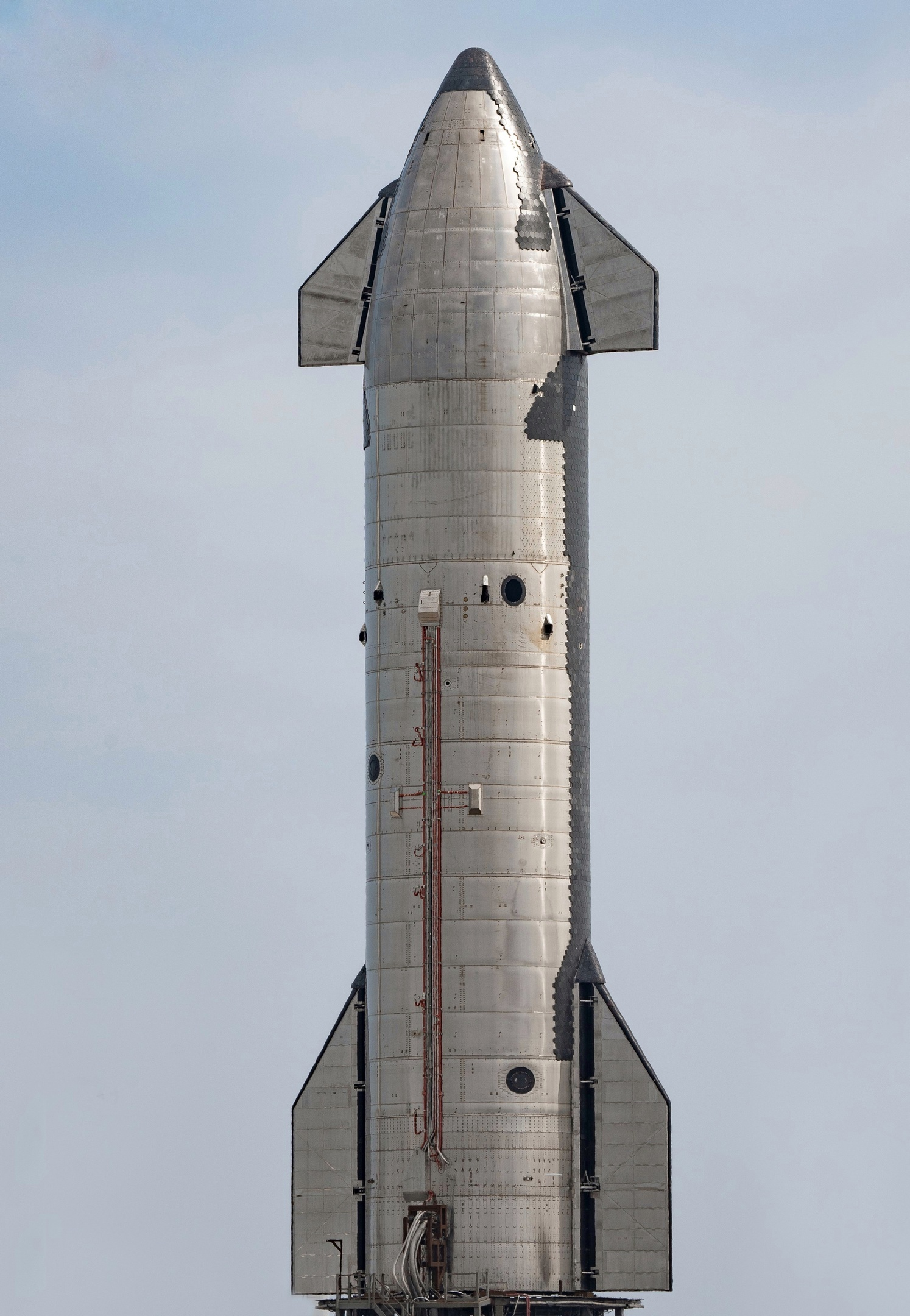
Starship-Prototyp Ship 20

Die geplante Triebwerksauslegung der Oberstufe – des Starship – wechselte mehrmals. Die seit 2023 gestarteten Prototypen besitzen sechs Raptor-Triebwerke, drei davon identisch mit denen der Erststufe und drei vakuumoptimierte Motoren – kurz RVac genannt – mit wesentlich größerer Düse. Eine Erweiterung auf neun Triebwerke ist möglich. Wie bei der Super Heavy dient eine innere Gruppe von einzeln schwenkbaren Triebwerken, um die herum die starr befestigten übrigen Motoren angeordnet werden, zur Schubvektorsteuerung. Lageveränderungen während des Raumflugs sollen mit kleineren Steuertriebwerken erfolgen, die aus separaten Hochdrucktanks ebenfalls mit Flüssigsauerstoff und Methan versorgt werden.
Die Triebwerke des Starship zünden noch vor der Stufentrennung, um den Geschwindigkeitsverlust während einer antriebslosen Flugphase zu vermeiden und so höhere Nutzlasten zu ermöglichen (sogenanntes hot staging, „heiße Stufentrennung“). Oben auf der Erststufe ist dazu ein Gitterring montiert, durch den die Starship-Triebwerksabgase entweichen können.
Die Druckbeaufschlagung der Tanks sollte wie im ITS-Entwurf mithilfe von Methan- und Sauerstoffmengen erfolgen, die in den Triebwerken erhitzt und von dort zurück in die Tanks geleitet werden. Beim ersten Landeversuch mit einem Starship-Prototyp stellte sich allerdings heraus, dass der so erzeugte Druck in dem gesonderten Methantank, der während dieser Flugphase genutzt wird (dem sogenannten header tank am Bugende), nicht ausreichte. Darum wurde hierfür zumindest vorläufig zu einer konventionellen Druckbeaufschlagung mit Helium gewechselt. Die Unterseite des Starship ist mit keramischen Hitzeschutzkacheln versehen, die das Raumschiff beim Wiedereintritt vor Temperaturen von bis zu 1430 °C schützen sollen. Die meisten davon sind mechanisch befestigt. Ob dieser Hitzeschutz letztlich funktionieren wird ist unklar; SpaceX begann daher Anfang 2025 mit dem Test alternativer Kühlverfahren wie einem Metallschild und Wasserkühlung.
Im Gegensatz zu herkömmlichen Raketenkonstruktionen ist die Oberstufe des Starship-Systems fest mit der Nutzlastsektion verbaut, sodass beide eine Einheit bilden. Der Durchmesser beträgt 9 Meter, und als maximale Nutzlastmasse sind über 100 Tonnen geplant. Eine volle Nutzung des Treibstofftanks und der Transportkapazität für interplanetare Flüge soll möglich werden, indem weitere Raumschiffe (Tanker) den Treibstoff in Portionen in den Erdorbit transportieren und dort das Raumschiff etwa für einen Flug zum Mars betanken.
Das Starship verfügt über vier seitliche, flügelähnliche Brems- und Steuerflächen für Landungen auf Planeten mit Atmosphäre. Zwei kleine sind ähnlich Canards am vorderen (beim Start oberen) Ende des Raumschiffs angebracht, zwei größere am hinteren Ende. Diese Klappen wirken nach demselben Prinzip wie die Arme und Beine eines Fallschirmspringers: Während das Raumschiff mit dem „Bauch“ (der mit Hitzeschutz versehenen Seite) voran nach unten fällt, werden die Klappen unabhängig voneinander bewegt, um es in der Waagerechten bzw. dem gewünschten Anstellwinkel zu halten. In der Endphase des Landeanflugs dreht sich das Schiff um 90 Grad um die Querachse, fliegt rückwärts und landet wie die Falcon 9 mit Triebwerksbremsung, aber in Fangarmen des Startturms anstatt auf Landebeinen. Nur bei den ersten Testflügen von Prototypen wurden Landebeine genutzt. Bei der Rückkehr von interplanetaren Flügen soll das Starship mit Atmosphärenbremsung landen, das heißt, vor dem Landen mehrmals in die Erdatmosphäre eintauchen, um schrittweise die Bewegungsenergie abzubauen ohne zu überhitzen.
Die Form der Starship-Oberstufe orientiert sich nach Aussagen von Elon Musk am Design der Rakete im Tim-und-Struppi-Comic Schritte auf dem Mond und einer Rakete im Film Der Diktator.

#### Varianten
Die Oberstufe ist in mindestens sieben verschiedenen Ausführungen geplant: Als Starlink-Frachter, als Frachter für große Satelliten, als Tanker, als orbitales Treibstoffdepot, als bemanntes Raumschiff, als Mondlandefähre und als interplanetarer Frachter.
- Frachter für große Satelliten: Diese Frachtversion des Starship soll eine große Bugklappe für den Transport von Satelliten oder Raumstationsmodulen erhalten. Den maximalen Durchmesser der Nutzlast gibt SpaceX mit 8 Metern an, bei einer Höhe von maximal 17,24 Metern. Das nutzbare Volumen des Frachtraums soll etwa 660 m3 betragen.[5]
- Starlink-Frachter: Diese Variante soll als erste zum Einsatz kommen und Starlink-Satelliten transportieren. Sie besitzt statt der Bugklappe nur ein schmales seitliches Frachttor, was eine in sich stabilere und somit leichtere Konstruktion ermöglicht.[76]
- Bemanntes Raumschiff: Die Druckkabine soll nach einem Konzept von 2019 über etwa 1000 m3 Raum unter Atmosphärendruck verfügen,[10] mehr Raum als das Hauptdeck eines Airbus A380 (775 m3). Ein erstes Konzept für Marsflüge sah u. a. 40 kleine Kabinen und große Gemeinschaftsräume für Passagiere vor. Hinter der Kabine soll sich eine Nutzlastsektion befinden, die nicht unter Druck steht.[35] Erste bemannte Flüge sind mit bis zu 12 Personen geplant.
- Tanker: Fürs Erste plant SpaceX, gewöhnliche Starship-Frachter als Tanker einzusetzen. Erst für einen späteren Zeitpunkt ist die Entwicklung eines dedizierten Tankers geplant.[77]
- Treibstoffdepot: Diese Variante soll zum Betanken von bemannten Starship-Raumschiffen eingesetzt werden, die anschließend den Erdorbit verlassen.[78] So würde die Wartezeit des bemannten Schiffs in der Erdumlaufbahn verkürzt, da die mehreren benötigten Tankflüge bereits alle vor dem Start der Raumfahrer stattfinden.
- Mondlandefähre: Mit diesem Projekt nimmt SpaceX am Artemis-Programm der NASA teil. Die als Human Landing System (kurz HLS, „Menschenlandesystem“) bezeichnete Variante soll Astronauten zwischen einem Orion-Raumschiff beziehungsweise der Raumstation Lunar Orbital Platform-Gateway und der Mondoberfläche hin- und herbefördern. Der Hitzeschild und die Steuerklappen für den Atmosphärenflug entfallen, da die Artemis-Raumfahrer mit einer Orion-Kapsel zur Erde zurückkehren sollen.[79][80] SpaceX arbeitet bei der Entwicklung des Starship und der Mondfähre eng mit der NASA zusammen.[81][82]
- Interplanetarer Frachter: Um den Aufbau einer Mond- oder Marsbasis zu ermöglichen, arbeitet SpaceX an Starship-Konzepten für unbemannte Schwerlasttransporte zur Mond- und zur Marsoberfläche. Die Entwicklung eines Mondfrachters wird von der NASA im Rahmen des Artemis-Programms gefördert.[83][84]

Auch ein Einsatz als Raumstation im Erdorbit ist angedacht.

### Betankung im Orbit
Für einen kostengünstigen interplanetaren Transport erachtet Elon Musk die Wiederbetankung der Raumschiffe in der Erdumlaufbahn als unverzichtbar. Eine Technik zum vollautomatischen Rendezvous und Ankoppeln realisierte SpaceX bereits mit dem Raumschiff Dragon 2. Beim Starship sollen jeweils zwei Schiffe – davon eines ein Tanker – an dieselben Elemente ankoppeln, an denen die Treibstoffleitungen der Startanlage angeschlossen werden. Es sind dann jeweils die Seiten einander zugewandt, die nicht mit den Hitzeschutzkacheln bedeckt sind.
Die nötige Anzahl von Tankerflügen, um ein Starship für einen interplanetaren Weiterflug vorzubereiten, hängt davon ab, wie viel Treibstoff zwischen den einzelnen Betankungen durch Erwärmung und Verdunstung verloren geht. Die Fluganzahl hängt dementsprechend auch von der Flugfrequenz ab. Vorläufig wird mit etwa 15 Tankflügen gerechnet, unter der Voraussetzung, dass beide Starship-Startplätze – die Starbase in Texas und der Kennedy Space Center in Florida – parallel genutzt werden.
Bei der Entwicklung der Wiederbetankungstechnik arbeitet SpaceX mit dem Glenn Research Center und dem Marshall Space Flight Center der NASA zusammen. Die NASA fördert das Vorhaben auch mit einem Betrag von 53 Millionen Dollar.

## Vorläufige technische Daten
Das Design von Starship und Super Heavy ist noch im Fluss. Falls das Projekt erfolgreich ist, wird die Transportleistung unter anderem von der genauen Triebwerksleistung und dem Leergewicht abhängen; beides steht noch nicht fest. Auch die Höhe der Rakete kann sich noch ändern. Der erste Prototyp des Starship (Mk I) wog 200 Tonnen; angestrebt wurden zunächst maximal 120 Tonnen, langfristig unter 100 Tonnen. Beworben wird das System mit 100–150 t Höchstnutzlast beziehungsweise 250 t ohne Wiederverwendbarkeit. Auf den Durchmesser von etwa 9 Metern hat sich SpaceX durch die Auslegung der Raketenfabrik und Startanlagen in Boca Chica festgelegt.
|                      | Ganze Rakete                                                                                          | Erststufe (Super Heavy)                                                                               | Zweitstufe (Starship)                                                                                 |
| -------------------- | --- | --- | --- |
| Nutzlast (LEO)       | wiederverwendbar: 100–150 t Einfachnutzung: 250 t                                                     | wiederverwendbar: 100–150 t Einfachnutzung: 250 t                                                     | wiederverwendbar: 100–150 t Einfachnutzung: 250 t                                                     |
| Nutzlast (GTO)       | Einfachflug, wiederverwendbar: 21 t wiederbetankt, wiederverwendbar: über 100 t Einfachnutzung: k. A. | Einfachflug, wiederverwendbar: 21 t wiederbetankt, wiederverwendbar: über 100 t Einfachnutzung: k. A. | Einfachflug, wiederverwendbar: 21 t wiederbetankt, wiederverwendbar: über 100 t Einfachnutzung: k. A. |
| Nutzlast für Landung | 50 t (Stand 2019)                                                                                     | 50 t (Stand 2019)                                                                                     | 50 t (Stand 2019)                                                                                     |
| Rumpfdurchmesser     | 9 m                                                                                                   | 9 m                                                                                                   | 9 m                                                                                                   |
| Höhe                 | > 121 m                                                                                               | ≥ 71 m                                                                                                | > 50 m                                                                                                |
| Leergewicht          | | | ≤ 120 t                                                                                               |
| Startmasse           | > 5000 t                                                                                              | | |
| Triebwerke           | | 33 Raptor-Triebwerke                                                                                  | 6 oder 9 Raptor-Triebwerke, davon 3 oder 6 vakuumoptimiert                                            |
| Tankkapazität        | | ≥ 3400 t, davon ca. 3⁄4 O2                                                                            | > 1200 t, davon ca. 3⁄4 O2                                                                            |

## Umsetzung

### Finanzierung
Die Entwicklungskosten für das ursprünglich geplante ITS wurden 2016 auf rund 10 Milliarden US-Dollar veranschlagt, die Kosten für die BFR zunächst auf 2–10 Mrd. Durch den Wechsel auf die Stahlbauweise erwartete man eine beschleunigte Entwicklung und weitere Einsparungen, sodass 2019 ein Aufwand von etwa 3 Mrd. Dollar angestrebt wurde. Die finanziellen Mittel zur Entwicklung der Rakete sollen einerseits durch kommerzielle Satellitenstarts, Versorgungsflüge zur ISS und Weltraumtourismus erwirtschaftet werden, andererseits durch Einnahmen aus dem Betrieb der eigenen Starlink-Satellitenkonstellation. Die NASA steuerte im Rahmen des Artemis-Programms zunächst 135 Millionen Dollar bei und im Rahmen des Technologieförderprogramms „Tipping Point“ weitere 53 Millionen. An der Entwicklung der Starship-Mondlandefähre beteiligt sich die NASA mit 2,89 Milliarden Dollar. Dieser Betrag schließt auch die Durchführung je einer unbemannten und bemannten Test-Mondlandung mit ein. Durch die Konzentration auf Starship und Super Heavy als einzige zukünftige SpaceX-Raketenplattform wurden auch Kapital und Entwicklungskapazitäten freigesetzt, da kaum noch Aufwand für eine Weiterentwicklung von Falcon 9, Falcon Heavy und Dragon anfällt.

### Prototypenbau und erste Tests

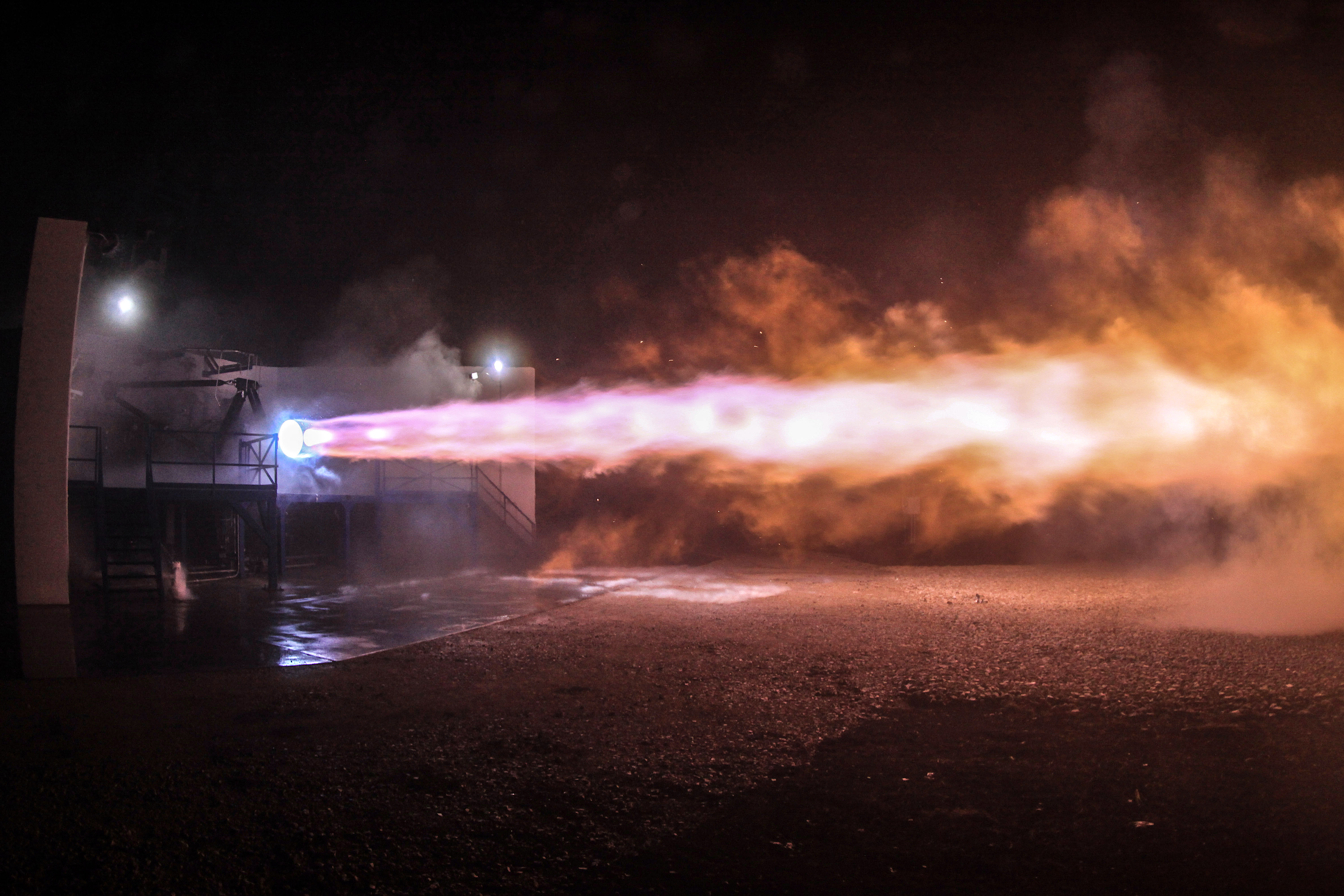
Test eines Raptor-Prototyps im September 2016

Ein verkleinerter Prototyp des neuen Raptor-Triebwerks wurde 2016 erstmals getestet. 2017 wurde aus einem für kryogene Anwendungen optimierten Kohlenstofffaser-Verbundmaterial (CFK) ein Prototyp des Sauerstofftanks für das ursprünglich geplante ITS hergestellt und getestet.
2018 begann die Entwicklung des BFR-Raumschiffs und – auf einem Gelände am Liegeplatz 240 des Port of Los Angeles – der Bau eines ersten Raumschiffprototyps aus CFK. SpaceX bereitete die Errichtung einer Fabrik auf dem Hafengelände vor; die produzierten Raketen wären von dort zu den Startplätzen verschifft worden. Für längere Landtransporte sind Starship und Super Heavy zu groß.

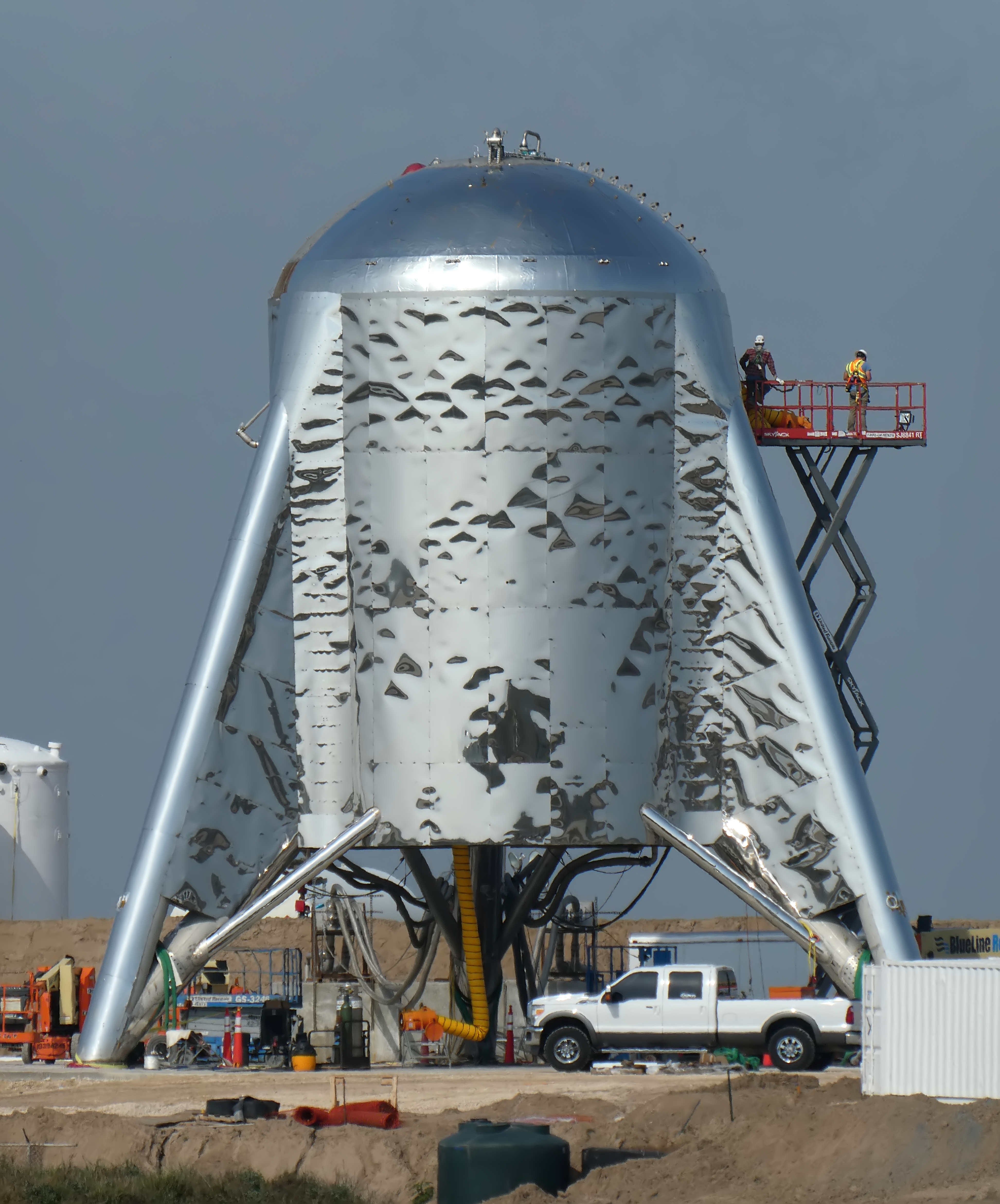
Der Starhopper (2019)

Im Winter 2018/19 verlegte das Unternehmen die Raketenmontage zur SpaceX South Texas Launch Site in Boca Chica (Texas) und präsentierte dort ein noch unfertiges Fluggerät in Stahlbauweise. Den Standort am Hafen von Los Angeles gab SpaceX auf; die Spezialausrüstung für die CFK-Raumschiffproduktion wurde verschrottet.
Im Sommer 2019 fanden in Boca Chica mit dem mittlerweile als „Starhopper“ bekannten Testvehikel zwei Flüge bis zirka 20 beziehungsweise 150 Meter Höhe statt. Bei beiden kam das sechste gebaute Raptor-Triebwerk zum Einsatz. Parallel dazu begann der Bau der beiden Prototypen Starship Mk I und Starship Mk II (kurz für Mark 1 und Mark 2). Sie wurden von Teams in Texas (Mk I) und in Florida (Mk II) gebaut, die in Konkurrenz zueinander arbeiteten. Das Starship Mk I wurde dann bei einem Betankungstest im Dezember 2019 zerstört, der Bau von Mk II wurde anschließend gestoppt. Die nächsten, in Boca Chica gebauten Prototypen Starship SN1 (Seriennummer 1) und SN3 gingen ebenfalls beim Betanken zu Bruch. Beim Starship SN4 wurde im Mai 2020 erstmals ein Raptor-Triebwerk eingebaut und kurz gezündet. Wenig später explodierte dieser Prototyp nach einem weiteren Triebwerksprobelauf.

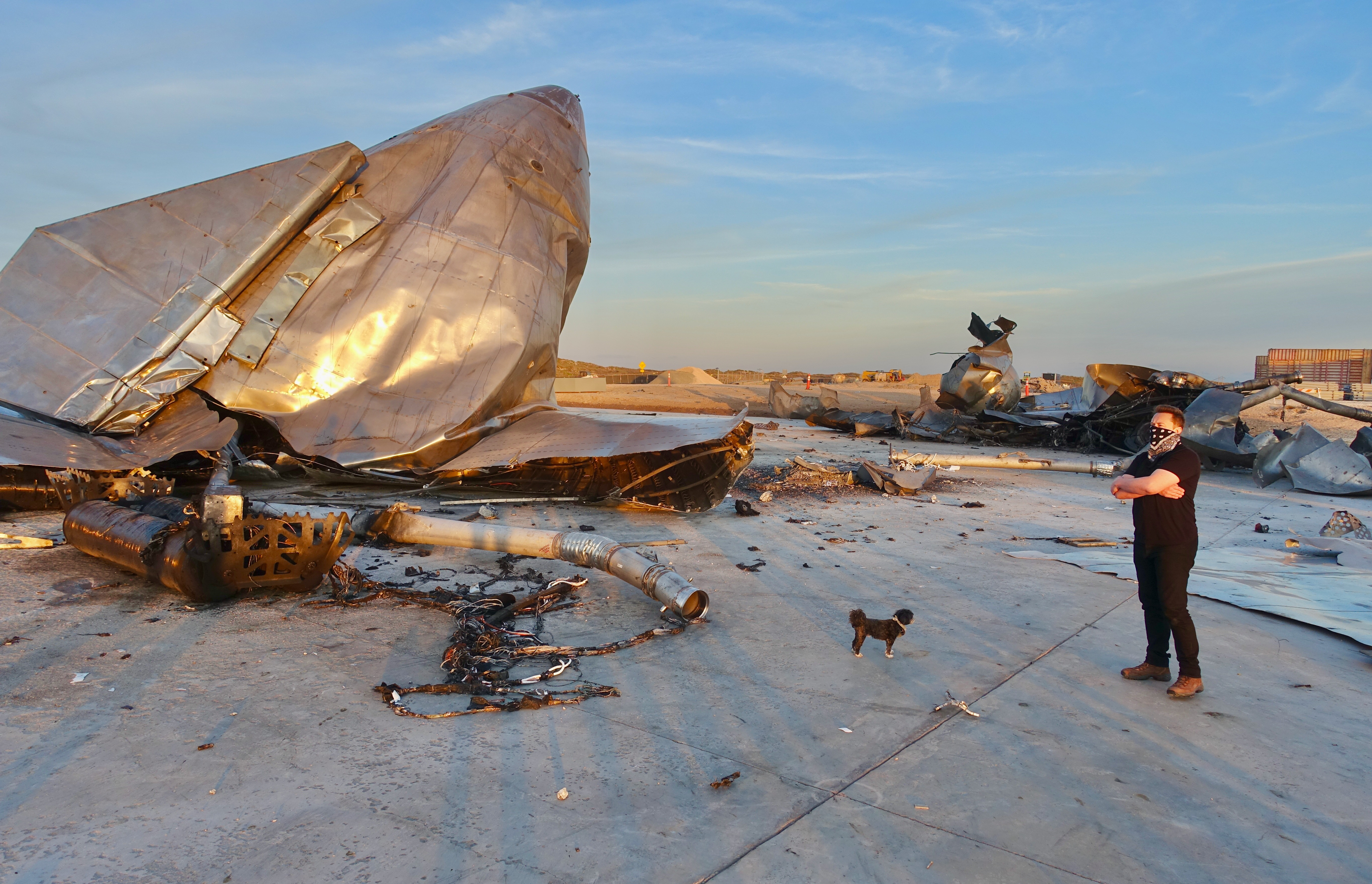
Elon Musk inspiziert die Überreste des Starship SN8 (2020)

Am 4. August 2020, etwa ein Jahr nach den Starhopper-Testflügen, hob mit SN5 der erste Starship-Prototyp zu einem erfolgreichen Testflug bis 150 Meter Höhe ab. Am 3. September folgte mit SN6 ein weiterer erfolgreicher 150-Meter-Test. Im Dezember demonstrierte SN8 planmäßig verschiedene Flugmanöver in größerer Höhe, insbesondere den kontrollierten waagerechten Fall mit Klappensteuerung, setzte jedoch bei der Landung hart auf und explodierte. Ursache der Bruchlandung war ein Konstruktionsfehler; die Triebwerke hatten während des Bremsvorgangs wegen zu geringem Tankdruck nicht genug Treibstoff erhalten. Das Starship SN8 besaß erstmals drei Raptor-Triebwerke; alle vorherigen Prototypen hatten nur ein Triebwerk. Im Februar 2021 fand mit SN9 der nächste Testflug statt, der wie bei SN8 zunächst erfolgreich verlief, dann aber wegen eines Triebwerkausfalls mit einer Bruchlandung und einer Explosion endete. Beim folgenden Testflug mit dem Prototyp SN10 landete das Starship aufrecht, setzte allerdings wegen zu wenig Triebwerksschub und dem Versagen mehrerer Landebeine zu hart auf, geriet in Brand und explodierte nach wenigen Minuten. Die erste erfolgreiche Landung gelang im Mai 2021 mit dem Starship SN15.
Da an dem Projekt ungewöhnlich öffentlich gearbeitet wird, bildete sich eine wachsende Fangemeinde, die den Fortschritt in Streams und Videos dokumentiert. Teils sind stationäre Kameras installiert, die rund um die Uhr streamen, oder es finden Überflüge statt, die einen Überblick über das gesamte SpaceX-Gelände bieten. Hierdurch erhalten auch Außenstehende einen Einblick in die Entwicklung des Projekts und können diese live verfolgen.

### Testflüge des Gesamtsystems

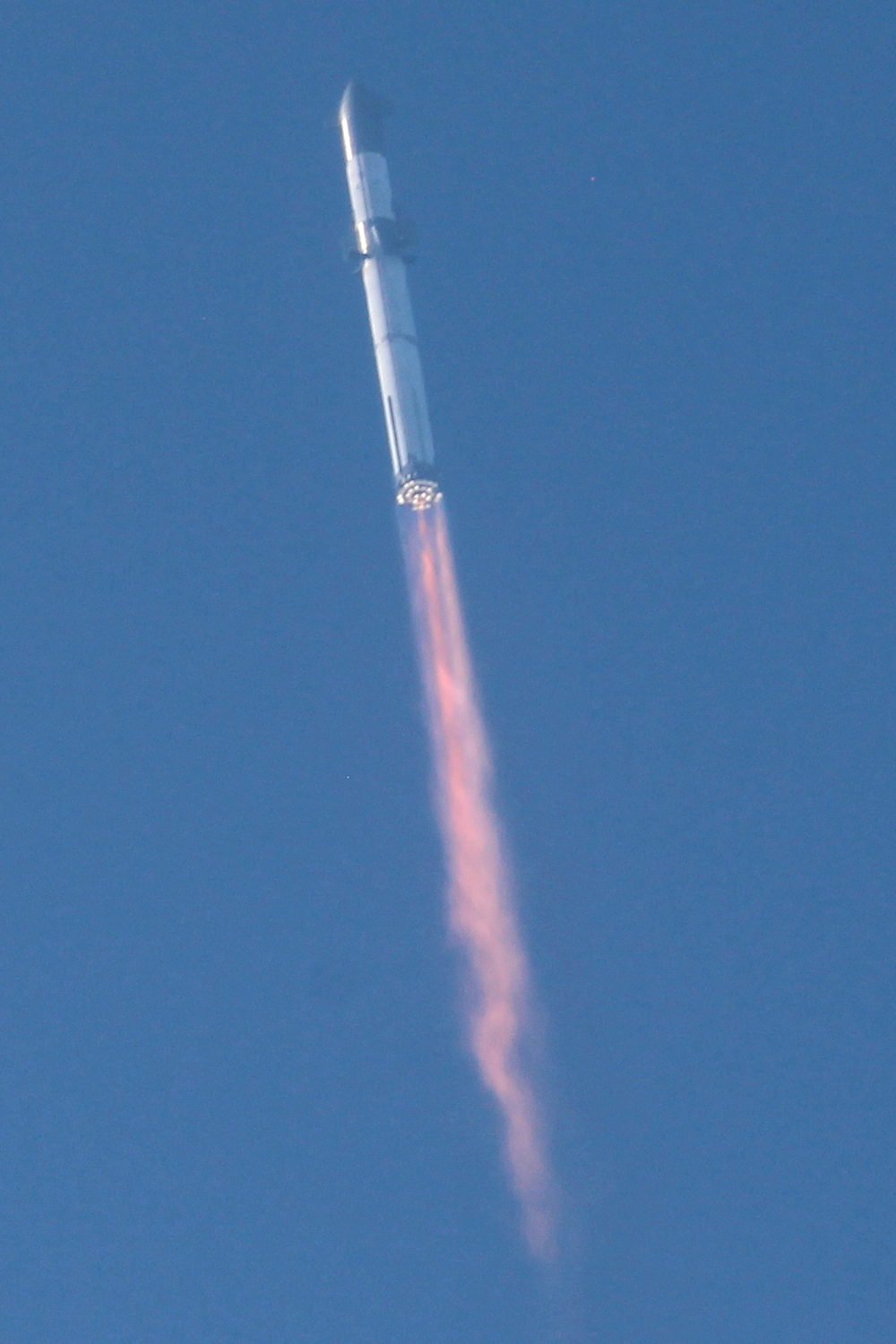
Erster Testflug des Gesamtsystems, 20. April 2023

Ein erster, als Suborbitalflug geplanter Test des Gesamtsystems – von SpaceX und Elon Musk zeitweise als „orbitaler Testflug“ bezeichnet, letztlich aber „Integrated Flight Test 1“ (Integrierter Flugtest 1, IFT-1) genannt – fand am 20. April 2023 statt. Dabei sollte das Starship 24 (Seriennummer S24, geändertes Namensschema) nahezu Orbitalgeschwindigkeit erreichen. Nach einer teilweisen Erdumrundung sollte es bei der hawaiianischen Insel Kauaʻi im Pazifik wassern. Während der ersten Flugminuten entstand jedoch ein Brand in der Triebwerkssektion der Erststufe, der die Verbindung der Triebwerke zum Bordcomputer unterbrach. Bis zu sechs der 33 Erststufentriebwerke fielen aus, und die meisten anderen waren nicht mehr steuerbar. Oberhalb von 30 km Höhe geriet die Rakete daher ins Taumeln. Etwa vier Minuten nach dem Abheben wurde sie durch Auslösung der Selbstzerstörungssysteme beider Stufen gesprengt. Die Selbstzerstörung erfolgte unplanmäßig mit einer Verzögerung von 40 Sekunden. Trümmerteile der beim Start zerstörten Betonbodenplatte der Startrampe verteilten sich auf einer Fläche von 155 Hektar im umliegenden Naturschutzgebiet; zudem entstand auch dort ein Brand. SpaceX untersuchte diese Vorfälle unter Überwachung durch die Luftfahrtaufsichtsbehörde FAA und erarbeitete mit der FAA 63 „Korrekturmaßnahmen“, von denen 57 vor dem nächsten Starship-Start umzusetzen waren und umgesetzt wurden. Die FAA sieht sich durch die Auswirkungen des Startversuchs ihrerseits mit einer Klage mehrerer Umweltschutzgruppen konfrontiert, die ihr mangelhafte Sorgfalt bei der Genehmigung vorwerfen. Um erneute Schäden am Startplatz zu vermeiden, versah SpaceX diesen mit einer Bodenplatte aus Stahl und mit einem water deluge system (einer Wassersprühanlage zur Dämpfung von hochenergetischem Schall), wie es bei den meisten Orbitalraketenstartplätzen üblich ist.
Der zweite Testflug des Gesamtsystems („Integrated Flight Test 2“, IFT-2) fand am 18. November 2023 statt. Geplant war eine Wiederholung von IFT-1 mit teilweiser Erdumrundung und Wasserung des Starship bei Hawaii. Zudem sollte erstmals eine Stufentrennung im Hot-Staging-Verfahren erprobt werden, bei dem die Triebwerke der oberen Raketenstufe bereits vor der Trennung zünden. Im Gegensatz zum ersten Startversuch funktionierten diesmal alle 33 Super-Heavy-Triebwerke. Das Hot Staging verlief planmäßig. Der Booster bremste danach ab, um im Golf von Mexiko zu wassern, explodierte jedoch einige Sekunden später infolge eines Triebwerksschadens. Das Starship beschleunigte weiter, auch nachdem es die geplante Flughöhe von ungefähr 150 Kilometern erreicht hatte. Währenddessen kam es beim Ablassen von überschüssigem Sauerstoff zu einer Verpuffung und mehreren Bränden. Wegen der dadurch entstandenen Schäden löste der Bordcomputer nach insgesamt etwa acht Flugminuten die Sprengladungen zur Selbstzerstörung aus. Nach diesem zweiten Start weiteten die Umweltschutzgruppen ihre Klage gegen die FAA aus, während der texanische Senator Ted Cruz und die NASA-Managerin Pamela Melroy sich für unkomplizierte Genehmigungsverfahren aussprachen.
Der dritte Testflug „IFT-3“ fand am 14. März 2024 statt. Geplant war ein suborbitaler Flug mit halber Erdumrundung und Wasserung des Starship im Indischen Ozean. Der Booster bremste wieder nach dem Hot Staging ab, um im Golf von Mexiko zu wassern, geriet allerdings während des Landeanflugs ins Taumeln und explodierte in einem halben Kilometer Höhe. Das Starship flog nach der Stufentrennung noch mindestens 46 Minuten lang weiter (geplant waren 62 Minuten) und erreichte bis zu 234 km Höhe. Währenddessen wurde auch Treibstoff von einem der header tanks in einen Haupttank umgepumpt. Dieser Treibstofftransfer war eine von der NASA finanzierte Erprobung von Wiederbetankungstechnik, wie sie später für den Start der Starship-Mondlandefähre im Rahmen des Artemis-Programms benötigt wird. Während des Wiedereintritts in die Atmosphäre geriet das Starship dann ebenfalls ins Taumeln; in etwa 65 km Höhe brach es auseinander.
Der vierte Testflug „IFT-4“ fand am 6. Juni 2024 statt. Geplant war ein suborbitaler Flug mit ähnlichem Verlauf wie IFT-3. Trotz einiger Defekte – beim Booster fielen zwei Triebwerke aus, und das Starship wurde durch die Hitze des Wiedereintritts in die Erdatmosphäre beschädigt – absolvierten beide Raketenstufen erstmals den vollständigen geplanten Flugverlauf. Der Booster wasserte nach einem Bremsmanöver im Golf von Mexiko und das Starship im Indischen Ozean.
Der fünfte Testflug „IFT-5“ erfolgte am 13. Oktober 2024. Anders als bei IFT-1 bis -4 flog der Booster nach dem Hot-Staging zurück zur Starbase. Dort landete er sieben Minuten nach dem Start auf der „Mechazilla“ genannten Fangvorrichtung. Das Starship überstand den Wiedereintritt aufgrund neuer, verstärkter Hitzeschilde besser als bei den vorherigen Flügen. Mindestens eine der beiden vorderen Steuerflächen brannte jedoch wieder durch. Knapp eine Stunde nach dem Start landete das Starship an der vorgesehenen Stelle im Indischen Ozean, bevor es nach dem Umkippen explodierte. Alle Ziele des Testfluges wurden erreicht.
Der sechste Testflug „IFT-6“ fand am 19. November 2024 statt. Erstmals hob die Rakete mit 100 % (statt 90 % bei vorherigen Tests) der möglichen Leistung der 33 Raptor-Triebwerke ab. Nach Aufstieg auf 67 km Höhe, Hot-Staging und Rückflug landete der eingesetzte Booster 13 im Golf von Mexiko anstatt auf der Starbase. Grund für die kurzfristige Änderung des Landeortes war ein technisches Problem an der Mechazilla-Fangvorrichtung. Das Starship 31 setzte seinen Flug fort und demonstrierte erstmals eine Wiederzündung eines Meereshöhen-Triebwerks im Orbit. Nach etwa einer Stunde Flugzeit landete es kontrolliert im Indischen Ozean. Auch bei diesem Flug wurden die vorderen Steuerflächen des Starships durch die Hitze des Wiedereintritts beschädigt, allerdings weniger als bei vergangenen Flügen, obwohl der Hitzeschild zu Testzwecken reduziert worden war.
Der siebte Testflug „IFT-7“ startete am 16. Januar 2025. Erstmals wurde ein Starship der zweiten Generation mit vergrößerten Tanks eingesetzt. Zusätzlich sollten auch das Aussetzen von Starlink-Satelliten (anhand von Satellitenattrappen) und neue Hitzeschild-Techniken erprobt werden. In der Erststufe wurde erstmals ein Raptor-Triebwerk wiederverwendet. Zum zweiten Mal gelang deren Landung in den „Mechazilla“-Fangarmen des Startturms auf der Starbase. Das Starship explodierte hingegen einige Minuten nach der Stufentrennung. Seine Trümmer gingen wie ein Meteoritenschauer über den Turks- und Caicosinseln nieder. Mehrere Flugzeuge wurden umgeleitet oder mussten am Boden bleiben, um den herabfallenden Objekten auszuweichen. Auf den Inseln sollen Sachschäden entstanden sein.
Für den achten Testflug am 6. März 2025 war der gleiche Ablauf wie beim siebten Flug geplant. Wie bei IFT-7 gelang das Auffangen der unteren Raketenstufe am Startturm, während der Flug des Starship fehlschlug: es geriet einige Minuten nach der Stufentrennung ins Trudeln und explodierte. Die Trümmer gingen wieder in der Karibik nieder, und die US-amerikanische Luftfahrtaufsicht ließ erneut Flugzeuge umleiten oder am Boden warten.
Beim neunten Testflug am 27. Mai 2025 wurde erstmals eine Starship-Erststufe wiederverwendet; dabei handelte es sich um den Booster des Flugs IFT-7. Er sollte diesmal nicht wiederaufgefangen werden, sondern nach der Erprobung von Flugmanövern im Golf von Mexiko wassern, wurde jedoch zu Beginn des Lande-Bremsmanövers zerstört. Das Starship erreichte seine vorgesehene suborbitale Flugbahn und erlitt ein Treibstoffleck. Dadurch begann es zu rotieren, und eine geplante Triebwerkswiederzündung war nicht möglich. Zudem konnten die mitgeführten Starlink-Satellitenattrappen nicht ausgesetzt werden, da das Tor der Nutzlastsektion nicht vollständig öffnete. Das Schiff zerbrach beim Wiedereintritt über dem Indischen Ozean.

## Start- und Landeplätze

Montage des Versorgungsturms für Starship-Starts und -Landungen in Südtexas mit einem Liebherr LR 11350 (2021)

Für kurze Testflüge der Starship-Prototypen wurden zwei Startgestelle und eine Landefläche auf der Starbase genutzt. Am selben Ort entstand seit Sommer 2020 auch eine Startrampe für Orbitalflüge, die mit dem suborbitalen Erstflug der Rakete im April 2023 in Betrieb ging. Ein zweiter Orbitalstartplatz auf der Starbase ist im Bau.
Als zweiter Standort ist der Startkomplex 39A des Kennedy Space Centers in Florida vorgesehen. Dort waren alle Mondflüge des Apollo-Programms gestartet. Außerdem bereitet SpaceX den Bau von zwei Starship-Startplätzen am Startkomplex 37 der Cape Canaveral Space Force Station vor.
Um die Lärmbelastung und Gefahren für Anwohner in Südtexas zu reduzieren, erwägt SpaceX als längerfristige Lösung einen „Offshore-Weltraumbahnhof“ mit schwimmenden Start- und Landeplattformen vor der texanischen Golfküste. Dazu erwarb das Unternehmen im Jahr 2020 zwei ausgediente Ölbohrplattformen des Ensco-8500-Typs, die zu Start- und Landeplattformen umgebaut werden sollten. Anfang 2023 wurden diese jedoch wieder verkauft.
SpaceX möchte Super Heavy und Starship direkt in Fangarmen an der Startvorrichtung landen lassen, um einen schnellen Neustart zu ermöglichen und das Gewicht von Landebeinen einzusparen. Die Fangarme sollen die beiden Raketenstufen wieder zurück auf die Startplattform setzen. Landebeine wären nur bei Mond- und Mars-Versionen des Starship erforderlich.

## Startliste

### Testflüge
Alle Starship-Testflüge starteten und starten von der Starbase. Erfolgreiche Flüge sind gekennzeichnet, nicht aber Teilerfolge oder Fehlschläge, weil es keine eindeutigen  Kriterien zur Unterscheidung zwischen Teilerfolg und Fehlschlag bei Testflügen gibt.
| Lfd. Nr.                                               | Datum (UTC)               | Raketen- Prototyp         | Nutzlast / Mission        | Höhe (km)                 | Anmerkungen |
| Erste Triebwerkstestflüge                              | Erste Triebwerkstestflüge | Erste Triebwerkstestflüge | Erste Triebwerkstestflüge | Erste Triebwerkstestflüge | Erste Triebwerkstestflüge |
| ------------------------------------------------------ | ------------------------- | ------------------------- | ------------------------- | ------------------------- | --- |
| 01                                                     | 26. Juli 2019             | Starhopper                | –                         | 0,02                      | Erfolg, Testflug mit Landung |
| 02                                                     | 27. Aug. 2019             | Starhopper                | –                         | 0,15                      | Erfolg, Testflug mit Landung |
| Testflüge von Prototypen der Zweitstufe                |                           |                           |                           |                           | |
| 03                                                     | 4. Aug. 2020              | Starship SN5              | –                         | 0,15                      | Erfolg, Testflug mit Landung |
| 04                                                     | 3. Sep. 2020              | Starship SN6              | –                         | 0,15                      | Erfolg, Testflug mit Landung |
| 05                                                     | 9. Dez. 2020              | Starship SN8              | –                         | 12,5                      | Testflug mit Bruchlandung Zu wenig Triebwerksschub beim Landeanflug wegen zu geringem Tankdruck; das Starship zerschellte auf dem Boden. |
| 06                                                     | 2. Feb. 2021              | Starship SN9              | –                         | 10                        | Testflug mit Bruchlandung Eines der Triebwerke zündete während des Landevorgangs nicht; das Starship zerschellte auf dem Boden. |
| 07                                                     | 3. März 2021              | Starship SN10             | –                         | 10                        | Testflug mit Bruchlandung Mehrere Landebeine rasteten nicht ein und das im Endanflug aktive Triebwerk entwickelte zu wenig Schub. Das Starship setzte zu hart auf, wurde dabei beschädigt, geriet in Brand und explodierte einige Minuten später. |
| 08                                                     | 30. März 2021             | Starship SN11             | –                         | 10                        | Testflug mit Explosion Durch ein Methanleck an einem der Triebwerke entstand ein Brand, der Teile der Avionik zerstörte und unmittelbar nach der Zündung für den Landeanflug zur Explosion des Starship führte.                                   |
| 09                                                     | 5. Mai 2021               | Starship SN15             | –                         | 10                        | Erfolg, Testflug mit Landung |
| Testflüge der gesamtem Rakete (Integrated Flight Test) |                           |                           |                           |                           | |
| 10                                                     | 20. Apr. 2023             | Starship 24 Booster 7     | 1. Testflug (IFT-1)       | 39                        | suborbitaler Testflug mit Explosion Wegen eines Treibstofflecks entstand ein Brand in der Triebwerkssektion der Erststufe. Die Rakete geriet außer Kontrolle und wurde nach knapp 4 Minuten Flugzeit gesprengt.                                   |
| 11                                                     | 18. Nov. 2023             | Starship 25 Booster 9     | 2. Testflug               | 148                       | suborbitaler Testflug mit Explosionen Der Super-Heavy-Booster explodierte kurz nach der Stufentrennung, das Starship nach insgesamt etwa acht Minuten Flugzeit.                                                                                   |
| 12                                                     | 14. März 2024             | Starship 28 Booster 10    | 3. Testflug               | 234                       | suborbitaler Testflug mit Zerstörung Der Booster explodierte kurz vor der geplanten Wasserung, das Starship brach während des Wiedereintritts in die Atmosphäre auseinander.                                                                      |
| 13                                                     | 6. Juni 2024              | Starship 29 Booster 11    | 4. Testflug               | 213                       | Erfolg, suborbitaler Testflug mit Wasserungen |
| 14                                                     | 13. Okt. 2024             | Starship 30 Booster 12    | 5. Testflug               | 212                       | Erfolg, suborbitaler Testflug mit erfolgreicher Rückkehr der ersten Stufe und Wasserung des Starship |
| 15                                                     | 19. Nov. 2024             | Starship 31 Booster 13    | 6. Testflug               | 190                       | Erfolg, suborbitaler Testflug mit Wasserungen Ungeplante Wasserung des Boosters und geplante Wasserung des Starships. |
| 16                                                     | 16. Jan. 2025             | Starship 33 Booster 14    | 7. Testflug               | 146                       | suborbitaler Testflug mit erfolgreicher Rückkehr der ersten Stufe und Explosion des Starship |
| 17                                                     | 6. März 2025              | Starship 34 Booster 15    | 8. Testflug               | 146                       | suborbitaler Testflug mit erfolgreicher Rückkehr der ersten Stufe und Explosion des Starship |
| 18                                                     | 28. Mai 2025              | Starship 35 Booster 14    | 9. Testflug               | 189                       | suborbitaler Testflug mit Absturz des Boosters und Versagen des Starship |

### Zukünftige Orbitalstarts
Folgende Starship-Einsätze sind geplant oder werden von SpaceX angestrebt:
- Start der dritten Generation von Starlink-Satelliten[189][84]
- Testflug mit unbemannter Mondlandung im Auftrag der NASA, geplant für 2026[190]
- Start des geostationären Kommunikationssatelliten Superbird-9, von Sky Perfect JSAT für 2027 beauftragt[191]
- bemannter Charterflug im Rahmen des Polaris-Programms des Piloten und Weltraumtouristen Jared Isaacman[192]
- Mondumrundung mit zwölf Weltraumtouristen, darunter Dennis Tito[54]
- Artemis 3 – Mondlandung mit zwei NASA-Astronauten, geplant für frühestens 2027[193]
- Artemis 4 – Mondlandung mit vier NASA-Astronauten, geplant für frühestens 2028[194][195][196]
- Start der Raumstation Starlab von Voyager Space und Airbus, geplant für 2028[197]
- Transport des Mondautos Eagle für das Unternehmen Lunar Outpost[198]
- Start von Satelliten und Raumsonden der NASA[199]
- fünf unbemannte Marsflüge mit Materiallieferungen, von Elon Musk angekündigt für spätestens 2026[200][201]
- bemannte Marsflüge, von Elon Musk angekündigt für spätestens 2030[201][202]

Insbesondere an den Zielterminen für Marsmissionen bestehen Zweifel. Frühere von Musk genannte Marsflugtermine wurden nicht eingehalten.

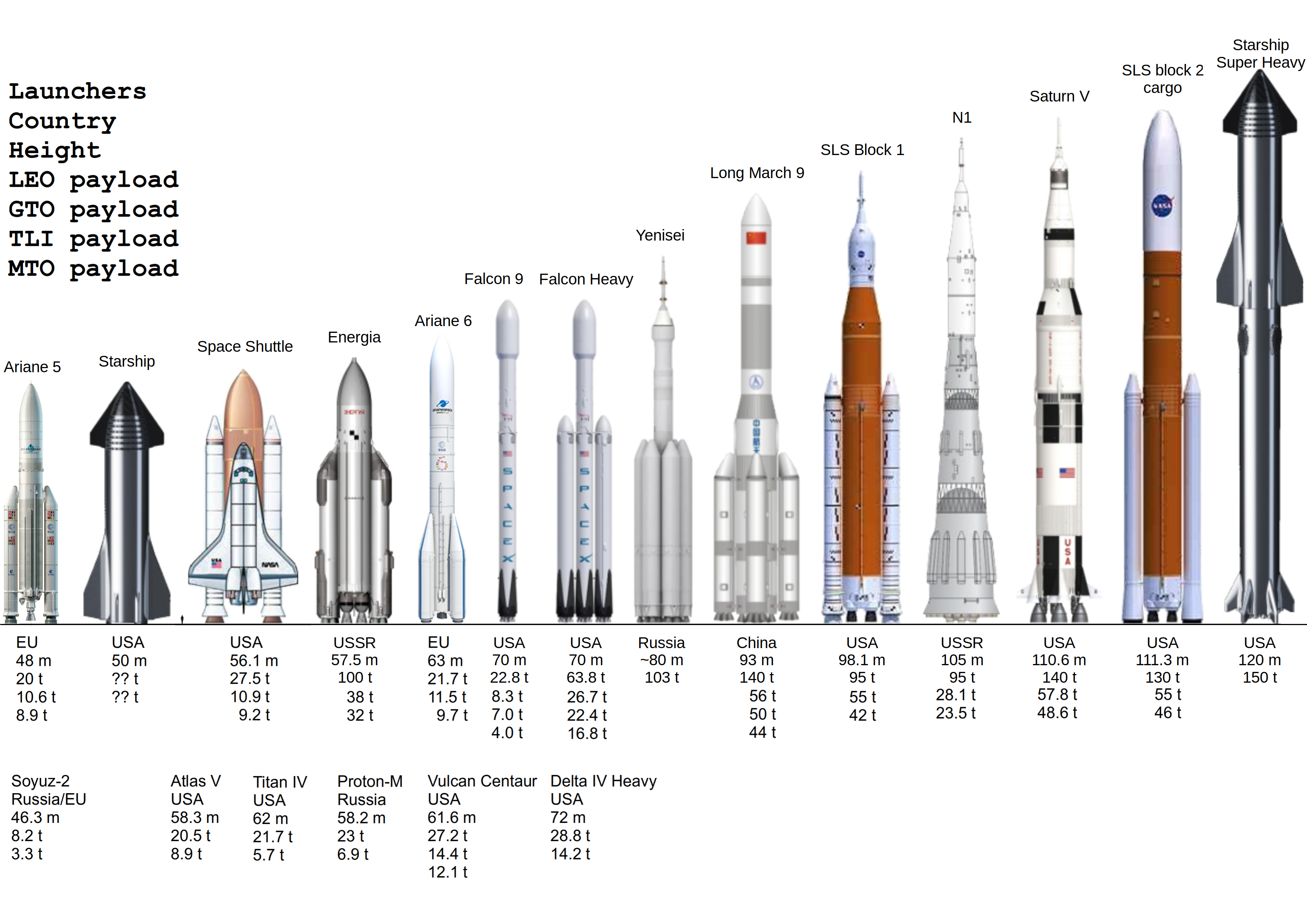
Vergleich ausgewählter Schwerlastraketen mit der Starship-Oberstufe (2. von links) und dem Starship-System (rechts); Angaben zum Starship und zur Langer Marsch 9 veraltet

## Vergleich mit anderen Schwerlastraketen
Die NASA betreibt seit 2022 mit dem Space Launch System (SLS) eine ähnlich große Trägerrakete, die ebenfalls bemannte Missionen zum Mond und zum Mars ermöglichen soll. Das auf der Space-Shuttle-Raketentechnologie basierende SLS ist nicht wiederverwendbar und weist bei gleicher Nutzlast etwa das Fünfzigfache der für das Starship-System angestrebten Startkosten auf. Auch China entwickelt mit der Langer Marsch 9 (CZ-9) und der Langer Marsch 10 (CZ-10) Superschwerlastraketen für Flüge zum Mond und zum Mars.
Das US-amerikanische Raumfahrtunternehmen Blue Origin entwickelt mit der New Glenn ebenfalls eine sehr große Trägerrakete (98 Meter Höhe, 7 Meter Durchmesser) mit wiederverwendbarer Erststufe. Als Anwendungen wurden Missionen in Erdumlaufbahnen und zum Mond genannt. Die New Glenn soll nur etwa ein Drittel der Starship-Nutzlastkapazität bieten.
Die folgenden Superschwerlast-Trägerraketen sind derzeit im Einsatz oder in Entwicklung. Eine historische Übersicht gibt die Liste der höchsten Trägerraketennutzlasten.
| Rakete       | Hersteller  | Stufen | Seitenbooster | max. Nutzlast     | max. Nutzlast      | wiederverwendbar                              | bemannte Missionen | orbitaler Erstflug             |
| Rakete       | Hersteller  | Stufen | Seitenbooster | LEO               | GTO                | wiederverwendbar                              | bemannte Missionen | orbitaler Erstflug             |
| ------------ | ----------- | ------ | ------------- | ----------------- | ------------------ | --------------------------------------------- | ------------------ | ------------------------------ |
| Starship     | SpaceX      | 2      | –             | > 250 t > 120 t 1 | > 21 t (> 100 t 2) | vollständig                                   | geplant            | Starlink v3, 2025 (angestrebt) |
| CZ-9         | CALT        | 2–3    | –             | > 150 t > 100 t 1 | > 50 t > 35 t 1    | Erststufe                                     | nicht geplant      | ca. 2033 (angestrebt)          |
| SLS Block 1B | Boeing      | 2      | 2             | > 105 t           | > 42 t             | nein                                          | geplant            | Artemis 4, 2028 (geplant)      |
| SLS Block 1  | Boeing      | 2      | 2             | > 095 t           | > 27 t             | nein                                          | geplant            | Artemis 1, 2022                |
| CZ-10        | CASC        | 3      | 2             | > 070 t           | > 25 t             | nein                                          | geplant            | 2027 (geplant)                 |
| Falcon Heavy | SpaceX      | 2      | 2             | > 064 t > 030 t 1 | > 27 t             | Erststufe, Seitenbooster, Nutzlastverkleidung | nicht geplant      | FH Demo, 2018                  |
| New Glenn    | Blue Origin | 2      | –             | > 045 t 1         | > 13 t 1           | Erststufe                                     | geplant            | 2025                           |